# Zastavie, Busk
Zastavie (în ucraineană Застав'є) este un sat în comuna Ojîdiv din raionul Busk, regiunea Liov, Ucraina.

## Demografie
Componența lingvistică a localității Zastavie
     Ucraineană (100%)
Conform recensământului din 2001, toată populația localității Zastavie era vorbitoare de ucraineană (100%).